# سونيل كومار سينغ ياداف
سونيل كومار سينغ ياداف هو سياسي هندي، ولد في 16 أغسطس 1981. نشط حزبياً في Bahujan Samaj Party ‏.